# Rhinoppia hygrophila
Rhinoppia hygrophila är en kvalsterart som först beskrevs av Sandór Mahunka 1987.  Rhinoppia hygrophila ingår i släktet Rhinoppia och familjen Oppiidae. Inga underarter finns listade i Catalogue of Life.